# Louis Alfred Coullaut Boudeville
Louis Alfred Coullaut Boudeville fue un ingeniero francés constructor del puente del ferrocarril Mamedra de Marchena. Fue el primer Coullaut que se afincó en la localidad y padre del genial escultor Lorenzo Coullaut Valera, del arqueólogo León Coullaut Valera y abuelo del también escultor Federico Coullaut-Valera.

## Biografía
El ingeniero masón viaja a España para comenzar la edificación, realización y mantenimiento de diferentes obras de encauzamiento. Donde más se aproximó fue al bajo Guadalquivir. 
Se casa con Teresa Valera y Díez de la Cortina, prima del novelista y diplomático cordobés Juan Valera en Marchena donde se afincan. Debido a esa unión hacen la unión de los nombres Coullaut y Valera que da inicio a la larga saga de artistas Coullaut-Valera que comienza con su hijo Lorenzo, el cual se dedica un museo a él personalmente en la villa con parte de sus obras.
En la villa se le conoce al ingeniero con su principal aportación al pueblo que fue el viaducto del ferrocarril Mamedra en 1873, este lugar fue un lugar emblemático para la villa puesto que se convertiría en lugar de tránsito del ferrocarril y la población marchenera paseaba para poder contemplar el paso de los trenes, entre ellos el famoso Marchenilla.
Además de esto, Louis Alfred Coullaut Boudeville fue el principal responsable de la introducción de la logia masónica en la villa, la cual fue completada con 15 personalidades del ferrocarril de Marchena y Osuna para más tarde ampliarse al centenar en pos de una activación cultural y política de corte republicano en contra del caciquismo.
En 2009, el puente Mamedra es demolido debido a su mal estado de conservación y peligrosidad para el tránsito de trenes.